# Around the World and Back
Around the World and Back è il secondo album in studio del gruppo musicale statunitense State Champs. L'album è stato pubblicato il 16 ottobre 2015 dalla Pure Noise Records.

## Promozione
Il primo singolo, Secrets, è stato pubblicato il 16 luglio 2015 insieme a un video su YouTube, girato da Elliot Ingham. Il 9 agosto è stato pubblicato il secondo singolo, Losing Myself. Il 1 settembre è stato pubblicato All You Are Is History. L'album vede la prima collaborazione della band, fatta con Ansley Newman dei Jule Vera, nella canzone che dà il nome all'album, Around the World and Back.
Il 12 ottobre l'album viene pubblicato in streaming da Alternative Press.
A gennaio del 2016 hanno fatto un tour insieme ai Neck Deep che ha fatto tappa in Australia, Giappone e Regno Unito.

## Critica
| Recensione         | Giudizio   |
| ------------------ | ---------- |
| AbsolutePunk       | 85/100     |
| Alternative Press  | Favorevole |
| Exclaim!           | 8/10       |
| Sputnikmusic       | 3.5/5      |
| Substream Magazine | [ 12 ]     |

Around the World and Back ha raggiunto la posizione numero 4 nella lista dei "10 dischi essenziali del 2015" di Alternative Press. Mackenzie Hall di Alternative Press ha scritto che la band ha portato "tutto ciò che ami della vecchia scuola pop punk con il cuore della nuova scuola." L'album si è posizionato all'ottava posizione nella lista dei 50 migliori dischi del 2015 di Rock Sound.

## Tracce
1. Eyes Closed – 3:09
2. Secrets – 3:44
3. Losing Myself – 3:17
4. All You Are Is History – 3:02
5. Perfect Score – 3:18
6. All or Nothing – 3:39
7. Shape Up – 2:43
8. Back and Forth – 2:52
9. Around the World and Back (feat. Ansley Newman) – 3:50
10. Breaking Ground – 3:42
11. Tooth and Nail – 2:57

Tracce bonus edizione deluxe
1. Elevated (live) – 3:30
2. All You Are Is History (live) – 2:58
3. Losing Myself (acoustic) – 3:11
4. Secrets (acoustic) – 3:54
5. Hurry Up and Wait – 2:29
6. Slow Burn – 3:08

## Formazione
Formazione come da libretto.
State Champs
- Derek DiScanio – voce
- Tyler Szalkowski – chitarra, cori
- Ryan Scott Graham – basso, cori
- Tony Diaz – chitarra
- Evan Ambrosio – batteria

Cantanti aggiuntivi
- Ansley Newman – voce in Around the World and Back

Produzione
- Kyle Black – produttore, ingegnere del suono, mixer
- Derek DiScanio – produttore
- Ted Jensen – mastering
- Colin Schwanke – produttore, ingegnere del suono
- Courtney Ballard – assistente ingegnere della batteria
- Pat Fox – design e layout
- Brad Wiseman – libretto
- Nick Holman – manager

## Classifiche
| Classifica (2015)             | Posizione massima |
| ----------------------------- | ----------------- |
| Australia                     | 31                |
| Regno Unito                   | 78                |
| Regno Unito (download)        | 42                |
| Regno Unito (physical)        | 92                |
| Regno Unito (rock & metal)    | 6                 |
| Regno Unito (sales)           | 65                |
| Regno Unito (update)          | 42                |
| Scozia                        | 79                |
| Stati Uniti                   | 30                |
| Stati Uniti (alternative)     | 3                 |
| Stati Uniti (digital)         | 20                |
| Stati Uniti (independent)     | 5                 |
| Stati Uniti (top album sales) | 19                |
| Stati Uniti (top rock)        | 3                 |
| Stati Uniti (vinili)          | 8                 |